# ألان فيالو
ألان فيالو هو لاعب كرة قدم برازيلي في مركز الدفاع، ولد في 1 فبراير 1993 في ريو دي جانيرو في البرازيل. لعب مع ليغيا وارسو.

## وصلات خارجية
- ألان فيالو على موقع قاعدة بيانات كرة القدم.إي يو (الإنجليزية)
- ألان فيالو على موقع Soccerway.com (الإنجليزية)
- ألان فيالو على موقع AS.com (الإسبانية)